# 松木町 (郡山市)
松木町（まつきちょう）は、福島県郡山市に所在する町丁である。郵便番号は963-8812。

## 地理
郡山市役所本庁所管地域である旧郡山地区に属する。北で方八町、東で芳賀、南で昭和、古舘、古舘町、西で晴門田を挟み本町とそれぞれ隣接する。JR東日本郡山駅東口市街地南側に位置し、JR東北本線東側沿線、福島県道65号小野郡山線南側の一画を範囲とする。ほぼ全域にわたり日本化学工業福島第一工場の敷地が広がっていたが、西側半分の敷地が払い下げられ、現在ではイオンタウン郡山が立地しており、現在定住人口は無い。芳賀に所在する郡山警察署芳賀交番、および堂前町に所在する郡山消防署本署がそれぞれ管轄にあたる。

## 世帯数と人口
2024年1月1日現在の世帯数と人口は以下の通りである。
| 町丁   | 世帯数 | 人口 |
| ------ | ------ | ---- |
| 松木町 | 0世帯  | 0人  |

## 小・中学校の学区
市立小・中学校に通う場合、学区は以下の通りとなる。
| 番地 | 小学校             | 中学校                 |
| ---- | ------------------ | ---------------------- |
| 全域 | 郡山市立芳賀小学校 | 郡山市立郡山第四中学校 |

## 交通

### 鉄道
JR東日本
- 東北新幹線
- 東北本線

### 道路
- 一級市道52号日出山久保田線（東部幹線）

## 施設等
- イオンタウン郡山
  - イオン 郡山店
  - ザ・ビッグ 郡山店
  - GU イオンタウン郡山店
  - トイザらス 郡山店
  - ダイソー イオンタウン郡山店
- 日本化学工業 福島第一工場
- JR東日本 郡山総合車両センター（車両解体のための留置線が域内に属する）